# Bar de cachimbas
Los bares de cachimbas (conocidos como hookah lounge en inglés) son establecimientos donde se sirven platos y refrescos junto a una cachimba y tabaco de la misma. En ocasiones se encuentra fija en el centro de la mesa.

## Características
Los bares de cachimbas se suelen encontrar en las zonas urbanas y suelen ser una clara muestra de multiculturalismo.
En ocasiones, estos bares pertenecen a árabes, ya que dichas regiones tienen el uso de la cachimba como tradición durante siglos.
Normalmente se da una pieza de plástico desechable que se pone en la boquilla, por motivos de higiene. Normalmente no suelen vender alcoholes duros, lo más típico es que ofrezcan café, té, refrescos y picoteo. 
Algunos de estos bares tienen cocina muy bien equipadas, llegando a situarse en el nivel de un restaurante o discoteca, aunque la música que se reproduce suele ser de temática arábiga.

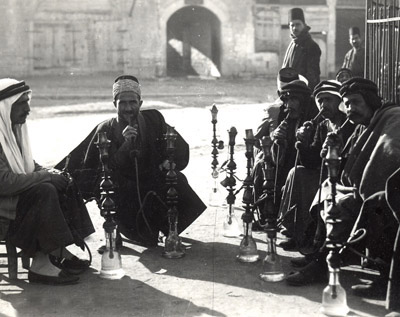
Antigua foto en Aleppo, Siria.

## Historia
La cachimba fue creada por los mongoles en la actual irán, Poco tiempo después se extendió su uso por India, Turquía y Egipto, donde fue obteniendo más popularidad, hasta recibir un uso mundial.
Las cachimbas son pipas de agua que se utilizan para fumar tabaco que está especialmente elaborado y que contiene diferentes sabores, como manzana, menta, cereza, chocolate, coco, regaliz, capuchino y sandía, entre otros. 
Aunque muchos usuarios piensan que es menos dañino, fumar narguile tiene muchos de los mismos riesgos para la salud que fumar cigarrillos.

## Europa
- Alemania: Los bares de cachimbas están en varias ciudades de Alemania, particularmente en Berlín, Colonia y la región del Ruhr. En estos bares no suelen conocer la palabra española "cachimba".
- Países Bajos: Están ganando popularidad en los Países Bajos, concretamente en Róterdam y Ámsterdam.
- Reino Unido: En Reino Unido se conocen como "bares de shishas", en lugar de usar la expresión española "cachimbas" y suelen ser propiedad de líbaneses, paquistaníes o egipcios. Desde 2007 está prohibido fumar en lugares públicos en Gran Bretaña, pero estos locales han aumentado desde 179 en 2007 hasta 556 en 2012.
- España: Los bares de cachimbas han crecido rápidamente en España, especialmente entre la juventud. Como resultado, muchas teterías de proprietarios españoles se han adaptado y han añadido cachimbas a su carta, pero siguen siendo propiedad de españoles y hablan castellano.
- Rusia: Debido a la influencia del caucásico y de Asia Central, estos locales se han vuelto muy famosos como lugar de esparcimiento en Rusia.

## En Estados Unidos
En Estados Unidos empezaron a abrirse estos locales por inmigrantes de Nueva York y Los Ángeles como simples cafeterías, que más tarde fueron evolucionando, siguiendo el ejemplo del primer local, abierto en Las Vegas, Nevada, que se llamó propiamente "bar de cachimba" según unos wikipedistas que ven nombres españoles donde no hay, pero que se llamó "Hookah Lounge" según un párrafo de la Wikipedia inglesa, borrado el 20 de febrero de 2020 porque parecía un texto publicitario.
Actualmente, a pesar de mantener decoración árabe, se han modernizado al estilo modernista con elementos como mesas de cristal, televisiones de plasma y demás.

## Asia
- Vietnam: Los estudiantes internacionales trajeron narguile a Vietnam en 2009. Esta es una tendencia muy popular en Vietnam hasta ahora. Está clasificado como seguro y no tan peligroso como los cigarrillos, por lo que el número de consumidores aumenta considerablemente. Al principio, la shisha se usaba principalmente en Hanoi y Ho Chi Minh City, y ahora ha aparecido el número de usuarios de shisha en todo el territorio de Vietnam.[1][2][3]